# Susan, Baronesa Hussey
Susan Catarina, Baronesa Hussey de North Bradley, (nascida Waldegrave; 1 de maio de 1939), conhecida como Lady Susan Hussey, é uma nobre britânica que serviu como Mulher-do-Quarto-de-Dormir da rainha Isabel II, e é uma Dama da Casa sob o rei Carlos III. De acordo com a BBC News,ela “foi uma figura-chave e de confiança na casa real britânica durante décadas”.

## Família
Hussey nasceu em 1 de maio de 1939 em Bath, Somerset. Ela é a quinta e mais nova filha do 12º Conde Waldegrave e Mary Hermione Grenfell (1909–1995). Ela é irmã do 13º Conde Waldegrave e do político conservador William Waldegrave. Sua tia, Dame Frances Campbell-Preston, era dama de companhia da Isabel, a Rainha Mãe.
Em 25 de abril de 1959, ela se casou com Marmaduke Hussey (mais tarde presidente do Conselho de Governadores da BBC) e teve dois filhos: James Arthur (nascido em 1961) e Katharine Elizabeth (nascida em 1964). Sua filha Katharine se casou com Sir Francis Brooke Bt. e seguiu sua mãe no serviço real, como uma das companheiras oficiais da Camila.

## Casa real
Hussey se juntou à casa real em 1960, inicialmente ajudando com a correspondência real, antes de ser promovida ao cargo de Camareira, devido ao seu conhecimento do funcionamento interno da casa. Ela era amiga íntima da rainha Isabel II, bem como de Margarida II da Dinamarca, e frequentemente passava um tempo no Castelo de Balmoral.
Durante seu tempo como cortesã, Hussey recebeu a tarefa de ajudar os recém-chegados a se adaptarem à vida na casa real, como Diana, Princesa de Gales. Outra recém-chegada que Hussey foi incumbido de ajudar foi Meghan, Duquesa de Sussex.
Hussey é madrinha do primeiro filho de Charles e Diana, Guilherme, Príncipe de Gales, e foi escolhida para acompanhar a Rainha Elizabeth no funeral do Príncipe Felipe.
Junto com outros membros da casa real, Hussey compareceu ao funeral de estado da Rainha Isabel II em 19 de setembro de 2022. Após a morte da rainha, ela foi nomeada Dama da Casa, junto com as outras damas de companhia da falecida rainha, e era responsável por auxiliar em eventos realizados no Palácio de Buckingham.

### Partida e posterior retorno aos deveres reais
No seu papel de Senhora da Casa, Hussey compareceu a uma recepção oferecida pela Rainha Camilla em 29 de novembro de 2022, como parte da iniciativa de Prevenção da Violência Sexual em Conflito. Uma das convidadas foi Ngozi Fulani, que fundou a Sistah Space, uma instituição de caridade sediada em Londres que combate a violência doméstica e que fornece serviços especializados a mulheres de ascendência africana e caribenha. As duas mulheres iniciaram uma conversa que Fulani resumiu no Twitter, resultando numa maior atenção pública. Fulani disse que Hussey questionou suas origens ao perguntar repetidamente de onde ela era "realmente", o que Fulani interpretou como racista. Testemunhas da conversa, como a líder do Partido pela Igualdade das Mulheres, Mandu Reid, corroboraram este relato dos acontecimentos.
Quando o relato de Fulani sobre a conversa se tornou público, Hussey afastou-se do seu papel honorário e pediu desculpas através do gabinete de imprensa do Palácio de Buckingham. Um porta-voz do seu afilhado, Guilherme, Príncipe de Gales, disse que "o racismo não tem lugar na nossa sociedade". O primeiro-ministro britânico, Rishi Sunak, recusou-se a comentar especificamente a controvérsia, mas afirmou que o país tinha feito progressos "incríveis" no combate ao racismo, acrescentando que "nunca foi feito" e deve continuar a ser abordado. Alguns jornalistas defenderam-na; a sua amiga Petronella Wyatt ofereceu uma referência de carácter.
Em 16 de dezembro, Hussey e Fulani se encontraram no Palácio de Buckingham para abordar o incidente, com Hussey oferecendo suas desculpas pessoalmente, que Fulani aceitou. Uma declaração conjunta foi emitida posteriormente, relatando que a reunião foi "cheia de calor e compreensão" e que Fulani aceitou o pedido de desculpas e "aprecia que não houve intenção de malícia".
Hussey teria retornado a desempenhar funções reais oficiais em fevereiro de 2023, representando a princesa Anne em um serviço memorial para Dame Frances Campbell-Preston.

## Honras

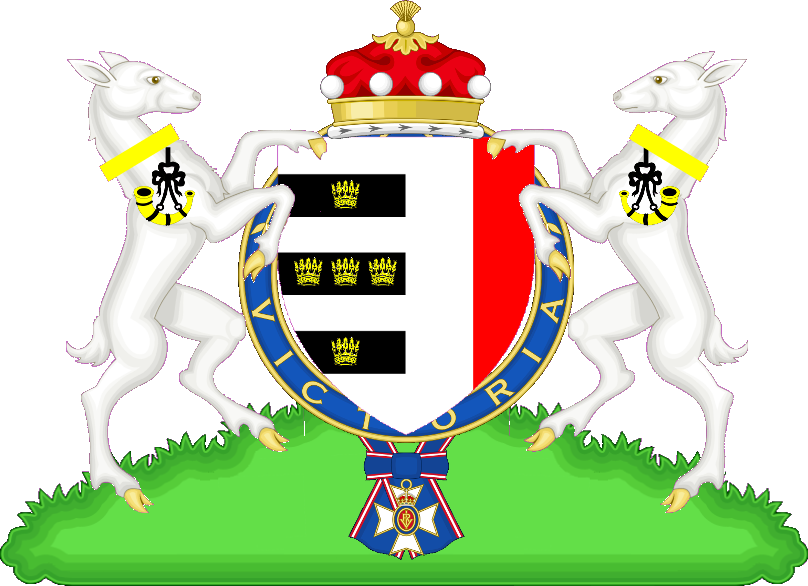
Brasão

Tendo sido anteriormente nomeada Comandante da Ordem Real Vitoriana (CVO) nas Honras de Ano Novo de 1971, e Dama Comandante da Ordem Real Vitoriana (DCVO) nas Honras de Ano Novo de 1984, Hussey foi promovida a Dama Grã-Cruz da Ordem Real Vitoriana (GCVO) nas Honras de Aniversário de 2013.
Em setembro de 2015, ela recebeu a Faixa de Categoria Especial da Ordem da Águia Asteca, a mais alta honraria mexicana concedida a um estrangeiro.

## Na cultura popular
Hussey é interpretado por Haydn Gwynne na 5ª temporada de The Crown.